# روعة الحب (فلم)
روعة الحب (بالإنجليزية: The Splendor of Love)، فيلم سينمائي رومانسي مصري، إنتاج 1968 إخراج: محمود ذو الفقار، تأليف: هالة الحفناوي تمثيَل: رشدي أباظة، نجلاء فتحي، يحيى شاهين، عبد المنعم إبراهيم، مديحة حمدي، محمود المليجي، عماد حمدي.

## قصة الفيلم
تتزوج الفتاة الصغيرة هيام (نجلاء فتحي) من المؤلف محمود سالم (يحيى شاهين) الذي طالما قرأت في عينيه الأفكار والآراء التي تتضمنها كتبه تتزوج منه عن رغبة منها غير أنها سرعان ما تتبيّن في تصرفات زوجها عكس ما يجاهر به في مؤلفاته تقرر أن تتركه إلى غير رجعة وتهرب من المنزل وهو يطاردها وأثناء الهروب يظهر لها شاب جذاب أحمد (رشدي أباظة) تحبه فتيات المعادي فيتحابان ويتفقان على الزواج بمجرد حصولها على الطلاق حتى تبعث الفتاة في استدعائه وبينما هي في انتظاره بالمطار يحدث فجأه وعلى حين غرّة ما لايمكن وقوعه إذ تنفجر الطائرة وقد أوشكت على الاستقرار على أرض المطار ويموت الجميع.

## فريق العمل
- إخراج: محمود ذو الفقار
- تأليف: هالة الحفناوي
- تمثيل:

| - - رشدي أباظة ... أحمد - نجلاء فتحي ... هيام - يحيى شاهين ... محمود سالم - عبدالمنعم إبراهيم ... حسن - مديحة حمدي ... هدى - كريمة الشريف ... فوزية | - - علية عبد المنعم ... ' - باهر السيد ... ' - سلوى ذكائي ... ' - عصام الحلبي ... ' - ميرفت عزو ... ' - نايل عبد المقصود ... ' | - - جميلة عطية ... ' - فهمي رشاد ... ' - عايدة وحيد ... ' - نادية سيف النصر ... ضيف شرف - محمود المليجي ... ضيف شرف - عماد حمدي ... الأب - ضيف شرف |

## روابط خارجية
- مقالات تستعمل روابط فنية بلا صلة مع ويكي بيانات
- صفحة الفيلم على موقع السينما